# 김인곤
김인곤(金仁坤, 1928년 6월 26일 ~2004년 4월 1일)은 대한민국의 정치인, 교육인(광주대학교 이사장)이었다. 호는 호심(湖心)이다. 1928년 전라남도 영광군에서 태어났으며, 목포공립중학교, 성균관대학교를 졸업하였다. 1970년 영산포중·고등학교를 설립, 1974년 광주인성고등학교를 설립하였고, 1981년 경상전문대학을 설립하였으며, 1989년 광주대학교로 확대하여 종합대학으로 승격하였다. 1988년 제13대 국회의원을 시작으로 제15대까지 3선 의원을 지냈으며, 2000년에 정계를 은퇴하였다. 이후 자신이 설립한 광주대학교 운영에 전념하다가 2004년 4월에 투신하여 자살하였다.

## 학력
- 목포중학교 졸업
- 목포고등학교 졸업
- 조선대학교 학사
- 연세대학교 대학원 교육학 석사
- 일리노이 주립대학교 대학원 교육학 박사

## 경력
- 인성학원 광주인성고등학교 창설 교장역임, 이사장
- 호심학원 광주대학교 창설 총장역임, 이사장
- 제13·14·15대 국회의원
- 국회 광주특위 간사 및 진상규명 위원장
- 예결특위, 민주당 당무 지도위원
- 국회 행정위원장 정무위원장
- 새천년민주당 중앙당 고문

## 역대 선거 결과
|  | 15.8% |

|  | 59.29% |

|  | 75.44% |

## 같이 보기
- 대한민국 제13대 국회의원 선거 신민주공화당 후보 목록#전국구
- 함평군·영광군
- 함평군의 국회의원
- 영광군의 국회의원

## 가족 관계
- 배우자: 정영애
  - 장남: 김혁종(1958년 ~ 2022년 6월 10일) - 제5~9대 광주대학교 총장
    -       - 손자: 김동진(1985년 ~ ) - 제10대 광주대학교 총장, 청소년상담·평생교육학과 교수

  - 딸: 김진(1960년 1월 16일 ~ ) - 바이올리니스트